# Yuri Tramboveski
Yuri Tramboveski (Rusia, 27 de junio de 1987) es un atleta ruso especializado en la prueba de 4x400 m, en la que consiguió ser subcampeón europeo en pista cubierta en 2013.

## Carrera deportiva
En el Campeonato Europeo de Atletismo en Pista Cubierta de 2013 ganó la medalla de plata en los relevos de 4x400 metros, con un tiempo de 3:06.96 segundos, tras Reino Unido y por delante de República Checa (bronce).